# Vermeil in Gold
Vermeil in Gold - Il mago a rischio bocciatura e la calamità più forte si fanno strada nel mondo della magia (金装のヴェルメイユ～崖っぷち魔術師は最強の厄災と魔法世界を突き進む～?, Kinsō no verumeiyu: gakeppuchi majutsushi wa saikyō no yakusai to mahō sekai o tsukisusumu, lett. "Vermeil in oro: un mago in difficoltà si fa strada nel mondo magico insieme alla più forte delle calamità") è un manga scritto da Kōta Amana e disegnato da Yōko Umezu, pubblicato da Square Enix sulla rivista Monthly Shōnen Gangan da agosto 2018.

## Trama
La storia ruota attorno ad Alto Goldfield, uno studente della prestigiosa accademia Royal Ortigia Magic Academy che rischia di ripetere l'anno scolastico per scarso rendimento. Un giorno Alto evoca involontariamente un antico demone di nome Vermeil recitando degli incantesimi che trova in un libro proibito. Il demone, che era stato intrappolato nel libro a causa dei suoi poteri, decide di diventare il famiglio del ragazzo. In seguito a questo evento, la vita scolastica di Alto subisce grandi cambiamenti, colmi di nuove relazioni e scontri con altri allievi.

## Personaggi
Alto Goldfield (アルト・ゴールドフィルド?, Aruto Gōrudofirudo)
Doppiato da: Yūya Hirose
È uno studente del primo anno all'Accademia di Magia di Ortigia che ha fallito nell'eseguire l'incantesimo di evocazione del proprio famiglio. Successivamente però trova un vecchio libro ed, usando il proprio sangue, esegue l'incantesimo presente al suo interno, evocando una potente ragazza demone nuda di nome Vermeil. Si scopre così che il ragazzo possiede un mana incredibile dato che è stato in grado di evocarla e sottometterla.
Vermeil (ヴェルメイ?, Verumei)
Doppiata da: Maaya Uchida
Una ragazza demone che sembra essere una succube. È così potente da essere in grado di mettere fuori combattimento un drago infuriato con il solo movimento di un dito. Sembra essere  stata sigillata in una specie di grimorio, prima che Alto lo rompa. Essendo un demone ha bisogno di baciare Alto per prosciugare il suo mana e poter così continuare a vivere; può anche amplificare il mana del ragazzo e restituirglielo.
Lilia Kudelfeyt (リリア・クーデルフェイト?, Riria Kūderufeito)
Doppiata da: Wakana Kuramochi
L'amica d'infanzia di Alto, che è innamorata di lui e diventa gelosa quando Vermeil o altre ragazze lo circondano. Ha stipulato un contratto con uno spirito del vento di alta classe, di nome Sylphid.
Marx Parston (マルクス・パールストン?, Marukusu Pārusuton)
Doppiato da: Yū Okano
Cheryl Iridescence (シャロル・イリデッセンス?, Sharoru Iridessensu)
Doppiata da: Kaori Ishihara
Francois (フランソワ?, Furansowa)
Doppiato da: Sakura Nakamura
Elena Kimberlight (エレナ・キンバーライト?, Erena Kinbāraito)
Doppiata da: Kana Hanazawa
Shinōji Ryūga (シンオウジ・リューガ?)
Doppiato da: Kazuyuki Okitsu
Jessica Schwartz (ジェシカ・シュバルツ?, Jeshika Shubarutsu)
Doppiata da: Riho Sugiyama
Chris Westland (クリス・ウェストランド?, Kurisu Wesutorando)
Doppiata da: Yurina Amami
Obsidian (オブシディアン?, Obushidian)
Doppiato da: Takehito Koyasu
Iolite (アイオライト?, Aioraito)
Doppiato da: Nobuhiko Okamoto
Kohakumiya (コハクミヤ?)
Doppiata da: Miyuri Shimabukuro
Heliodor (ヘリオドール?, Heriodōru)
Doppiato da: Ikumi Hayama
Fatema (ファーテマ?, Fātema)
Doppiata da: Aya Endō

## Media

### Manga
Il manga è scritto da Kōta Amana e disegnato da Yōko Umezu. La sua serializzazione è iniziata sulla rivista di manga shōnen di Square Enix Monthly Shōnen Gangan il 10 agosto 2018. Il primo volume tankōbon contenente i capitoli della serie è stato pubblicato il 12 aprile 2019 e all'11 novembre 2021 di volumi ne sono usciti cinque in tutto.

#### Volumi
| Nº | Data di prima pubblicazione | Data di prima pubblicazione | Data di prima pubblicazione |
| Nº | Giapponese                  | Giapponese                  |                             |
| -- | --------------------------- | --------------------------- | --------------------------- |
| 1  | 12 aprile 2019              | ISBN 978-4-7575-6052-9      |                             |
| 2  | 12 ottobre 2019             | ISBN 978-4-7575-6339-1      |                             |
| 3  | 10 luglio 2020              | ISBN 978-4-7575-6746-7      |                             |
| 4  | 12 febbraio 2021            | ISBN 978-4-7575-7089-4      |                             |
| 5  | 11 novembre 2021            | ISBN 978-4-7575-7526-4      |                             |
| 6  | 10 giugno 2022              | ISBN 978-4-75-757959-0      |                             |

### Anime
Una serie anime è stata annunciata da Square Enix il 10 marzo 2022. La serie è prodotta da Square Enix e animata da Staple Entertainment per la regia di Takashi Naoya. La composizione della serie è a cura di Tatsuya Takahashi, mentre il character design è stato progettato da Kiyoshi Tateishi. L'anime ha debuttato il 5 luglio 2022. La sigla di apertura Abracada-Boo è cantata da Kaori Ishihara, mentre la sigla di chiusura Mortal With You è cantata dal gruppo musicale indie Mili. L'11 novembre 2022, Yamato Video ha annunciato di aver comprato i diritti di distribuzione dell'anime e che sbarcherà prima su Anime Generation e poi su altre piattaforme.